# 바이러스성 간염
바이러스성 간염(viral hepatitis)은 바이러스성 질병으로 인해 발생하는 간염이다. 급성 또는 만성 형태로 나타날 수 있다.
바이러스성 간염의 일반적인 병인은 5개의 비관련 간염 바이러스가 있다: A형 간염, B형 간염, C형 간염, D형 간염, E형 간염. 명목 상의 간염 바이러스뿐 아니라 간염을 일으킬 수 있는 다른 바이러스들도 있는데 여기에는 거대세포 바이러스, 에프스타인-바 바이러스, 황열이 있다. 1997년까지 단순포진 바이러스에 의해 52건의 바이러스성 간염이 있었다.
일반적인 형태의 간염에 대한 예방, 치료의 기회가 있다. A형 간염, B형 간염은 백신을 통해 예방이 가능하다. C형 간염의 효과적인 치료는 가능하지만 값이 비싼 편이다.
2013년에 약 150만 명의 사람들이 바이러스성 간염으로 사망하였다. 사망자 대부분은 B형 간염과 C형 간염으로 인한 것이다. 동아시아는 세계에서 가장 영향을 많이 받은 지역이다.